# Zdeněk Berger
Zdeněk Berger (* 14. dubna 1963) je bývalý český hokejový útočník.

## Hokejová kariéra
V československé lize hrál za TJ Zetor Brno. Odehrál 3 ligové sezóny, nastoupil ve 45 ligových utkáních, dal 5 ligových gólů a měl 7 asistencí. V nižších soutěžích hrál během povinné vojenské služby za VTJ Vyškov a dále za TJ Slezan Opava, TJ Lokomotiva Ingstav Brno, TJ DS Olomouc a HC Strojsvit Krnov. V roce 1981 reprezentoval Československo na Mistrovství Evropy juniorů v ledním hokeji 1981, kde tým skončil na 2. místě.

## Klubové statistiky
| Sezona    | Klub                       | Soutěž  | Základní část | Základní část | Základní část | Základní část | Základní část |
| Sezona    | Klub                       | Soutěž  | Z             | G             | A             | B             | TM            |
| --------- | -------------------------- | ------- | ------------- | ------------- | ------------- | ------------- | ------------- |
| 1981/1982 | TJ Slezan Opava            | 2. liga | 36            | 7             | 9             | 16            | 12            |
| 1982/1983 | TJ Zetor Brno              | 1. liga | 34            | 5             | 3             | 8             | 10            |
| 1983/1984 | TJ Zetor Brno              | 1. liga | 6             | 0             | 0             | 0             | 0             |
| 1983/1984 | TJ Lokomotiva Ingstav Brno | 2. liga | 33            | 10            | 4             | 14            | 6             |
| 1984/1985 | VTJ Vyškov                 | 3. liga | 26            | 7             | 7             | 14            | 10            |
| 1985/1986 | VTJ Vyškov                 | 3. liga | 28            | 11            | 14            | 25            | 10            |
| 1986/1987 | TJ Zetor Brno              | 1. liga | 5             | 0             | 4             | 4             | -             |
| 1986/1987 | TJ DS Olomouc              | 2. liga | 19            | 6             | -             | -             | -             |
| 1987/1988 | TJ Slezan Opava            | 2. liga | -             | 3             | -             | -             | -             |
| 1988/1989 | TJ Slezan Opava            | 2. liga | -             | 1             | -             | -             | -             |
| 1989/1990 | TJ Slezan Opava            | 2. liga | -             | 8             | -             | -             | -             |
| 1990/1991 | HC Slezan Opava            | 2. liga | -             | 2             | -             | -             | -             |
| 1991/1992 | HC Slezan Opava            | 2. liga | -             | 2             | -             | -             | -             |
| 1992/1993 | HC Slezan Opava            | 2. liga | -             | 11            | 8             | 19            | -             |
| 1993/1994 | HC Strojsvit Krnov         | 3. liga | 25            | 8             | 6             | 14            | 2             |
| 1994/1995 | HC Strojsvit Krnov         | 3. liga | 18            | 11            | 4             | 15            | 15            |
| 1995/1996 | HC Strojsvit Krnov         | 3. liga | 8             | 6             | 2             | 8             | 2             |
| 1996/1997 | HC Strojsvit Krnov         | 3. liga | 1             | 0             | 0             | 0             | 0             |